# Csiky Gergely

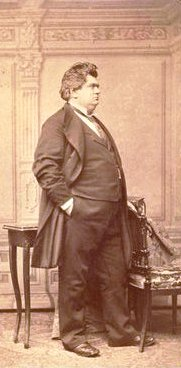
Csiky Gergely 37 éves korában

Csíksomlyói Csiky Gergely (Pankota, 1842. december 8. – Budapest, 1891. november 19.) magyar drámaíró, műfordító, a Kisfaludy Társaság másodtitkára, a Magyar Tudományos Akadémia levelező tagja. Nevét viseli a kaposvári Csiky Gergely Színház, a temesvári Csiky Gergely Állami Magyar Színház és az aradi Csiky Gergely Főgimázium.

## Családja
Örmény felmenőkkel rendelkezik. Az erdélyi nemesi örmény Csiki / Csiky  család leszármazottja. 
Szülei Csíksomlyói Csiky János megyei főorvos és a szintén erdélyi örmény Verzár (eredetileg Stefanian) Helena.. A gimnáziumot Aradon végezte; már ott kitűnt tehetségével, különösen az irodalom és költészet iránti előszeretetével. Első versét még elsőéves gimnazistaként, nyolcéves korában írta anyjához, később Marosi Gyula néven küldött írásokat az újságokba, ezek francia és angol elbeszélések műfordításai. A Napkelet már 1858-ban saját nevével közölt tőle verset. 8 osztályos tanulóként 12 költeménye jelent meg az ifjúság által szerkesztett Zsenge Mutatványokban. A magyar irodalmon kívül a római és görög klasszikusokat is tanulmányozta.

## Élete
1859-ben érettségizett. A papi pályára készülve ugyanabban az évben beiratkozott a Csanád egyházmegye temesvári szemináriumába, ahonnan két év múltán a pesti központi papnevelőbe küldték. Ott még közelebb került az irodalomhoz, és a teológiai tudományok mellett már a drámaírással is próbálkozott. A szemináriumi magyar egyházi irodalmi iskola lelkes munkatársa, később elnöke volt. A növendékpapság Munkálataiban jelent meg tőle Nagy Szent Atanáz és Csajághy Sándor életrajza. A teológiai tanfolyam elvégzése után püspöki rendelet visszaküldte Temesvárra, ahol pár hónapot a püspöki hivatalban dolgozott iktatóként. Mihelyt elérte a 23 éves (kanonikus) kort (1865-ben), pappá szentelték, püspöke ekkor a bécsi Augustinaeumba küldte, ahol 1865-től 1868-ig tanult. 1868 végén teológiai doktor lett. Visszakerülve egyházmegyéjébe, néhány hónapon át káplán volt Tornyán, majd 1869 végén és 1870-ben gimnáziumi tanár Temesvárott, 1870 közepén pedig az egyházjog és a történelem tanára lett az ottani papnevelőben, egészen 1878-ig.
Papnövendék korában leginkább csak fordított (egyebek közt Wisemann bíbornok kisebb erkölcsi tárgyú színműveit), pályája elején pedig leginkább az egyházi irodalom terén tevékenykedett. 1870-ben a Csanád című egyházmegyei lap munkatársa lett. Igazi íróvá a Jóslat című ógörög tárgyú vígjátékával vált, amellyel 1875-ben megnyerte a Magyar Tudományos Akadémia 100 aranyos Teleki-pályadíját. 1877-ben Janus című színműve nyomán ismét ő kapta meg a 100 arany összegű díjat. Ugyanabban az évben került színre A máguszcímű egyfelvonásos tragédiája, Simon mágus szerelmi története Nero római császár korából. Az Ellenállhatatlan című verses vígjátékával 1878-ban a 400 aranyos Karácsonyi-díjat nyerte el, e művét október 11-én mutatták be a Nemzeti Színházban). 1879-ben a Bizalmatlan című négyfelvonásos verses vígjátéka nyerte el a pályadíjat. 1879 január 29-én a Kisfaludy Társaság rendes tagjává, február 19-én másodtitkárává, május 22-én a Magyar Tudományos Akadémia levelező tagjai sorába választották. Később a színiiskola tanára, illetve a Nemzeti Színház drámabírálója lett. Arad városa 1881. március 10-én díszpolgárává választotta. 

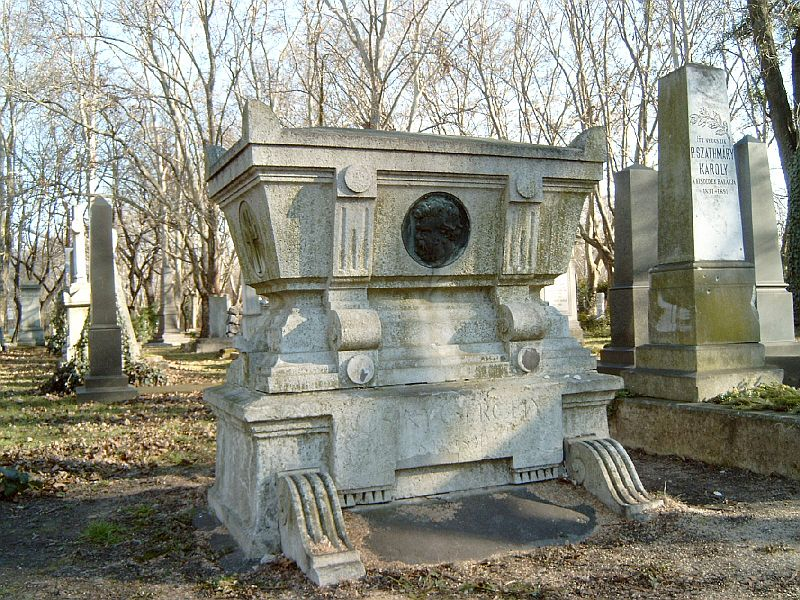
Csiky Gergely sírja Budapesten. Kerepesi úti temető: 34/1-1-12. Senyei Károly műve.

1878 végén püspöki engedéllyel a fővárosba költözött és minden idejét az irodalomnak szentelte, írt a különféle hírlapokba, fordított a Nemzeti Színház és a Kisfaludy Társaság számára. 1879-ben rövid időre Párizsba utazott az ottani színházi élet tanulmányozására. Hazatérve megírta nagy hatású társadalmi drámáját, A proletárokat (a Nemzeti Színház 1880. január 23-án mutatta be, és 1887-ben utólag elnyerte a Karácsonyi-díjat). Ezután következtek többi ismert és sokat játszott színművei. A csanádi püspök, Bonnaz Sándor nem nézte jó szemmel felszentelt papjának profán foglalkozását a színpadon; ezt egy hivatalos levélben tudtára is adta Csikynek, amire ő úgy válaszolt, hogy 1880-ban kilépett az egyházi rendből. 1881 novemberében áttért az evangélikus vallásra, és nőül vette Villeczné Bakody Amandát, Bakody Tivadar orvostanár lányát.
Csiky Gergely 1891. november 19-én este 1/2 10 órakor hunyt el. Ravatala fölött a Nemzeti Színház csarnokában Beöthy Zsolt, a Magyar Tudományos Akadémia és Kisfaludy Társaság, Paulay Ede pedig a Nemzeti Színház társulata nevében mondott gyászbeszédet. November 21-én délután helyezték örök nyugalomra a Kerepesi úti temetőben.

### Drámaírói munkássága
Csiky Gergely újromantikus drámaírónak indult, de a színházi közönség ebben az időben már nem lelkesedett az újromantikus mesedrámákért, melyek fő képviselője a magyar drámairodalomban Rákosi Jenő volt. A romantikus rege, a színes nyelv és verselés elvesztette érdekességét a francia hatású társadalmi színművekkel szemben. Csiky Gergely átvette a francia színpadi szerzők realista hatású színpadi világát és módszereit, és a magyar társadalmi élet mindennapjaiban bőven talált új alakokat és kiaknázatlan helyzeteket a hazai színpad számára.
Az 1880-as években bontakozott ki teljes egészében színműíró munkássága. Újszerű társadalmi drámája, A proletárok hatalmas sikert aratott, és 1880 őszén bemutatott vígjátékát, a Mukányit is lelkesedéssel fogadta a Nemzeti közönsége.
Színművei a Nemzeti Színház műsorának legfőbb támaszai lettek és a vidéki színházak műsorát is gazdagították. Társadalmi drámái: Cifra nyomorúság (1881), Stomfay-család (1882), Bozóti Márta (1883), A vasember; vígjátékai: A kaviár (1882), Buborékok (1884), A nagymama (1891). Összesen 35 színdarabot írt és további 39 színművet fordított görög, német, francia és angol íróktól.
„Tehetségével kétségtelenül sokat használt a magyar színmű fejlődésének. Nincsenek klasszikus alkotásai, munkássága mégis erős láncszem a magyar drámairodalom történetében… Mindenesetre nagy érdeme, hogy az élet valósága felé irányította a magyar színpadi szerzők figyelmét.” – írta róla Pintér Jenő. (679.) Ugyanő idézi Széchy Károly értékelését 1920-ból: „Ha darabjainak cselekménye ritkán volt is mentes lélektani zökkenésektől; ha nyelvéből hiányzott is a zengzetesség: a drámai kompozíció biztosságában és személyeinek ügyes elgondolásában messze túlszárnyalta kortársait.” (670.)

## Társasági tagságai
- Kemény Zsigmond Társaság
- Kisfaludy Társaság

## Művei
- Az életből. Beszélyek. Uo. 1872.

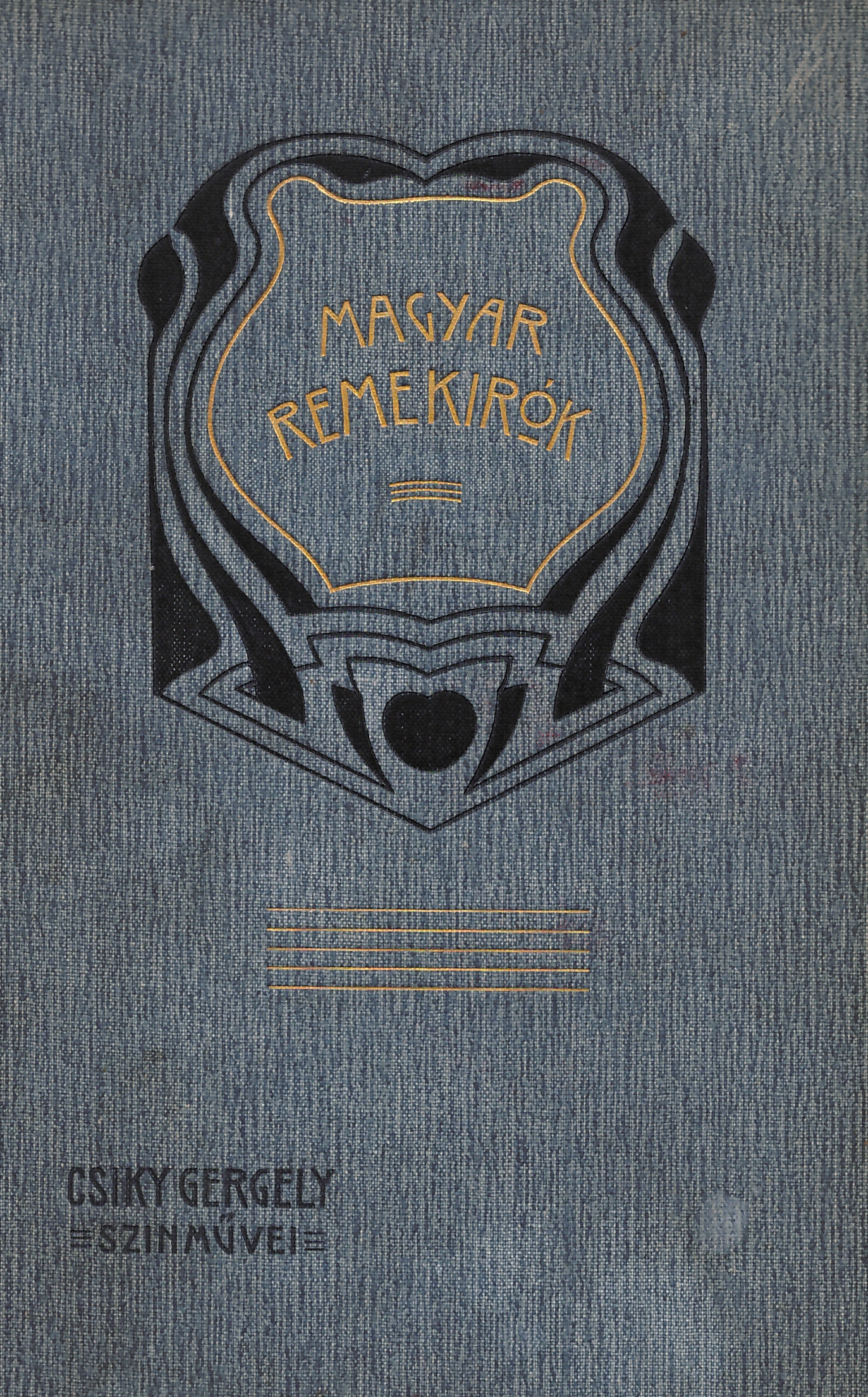
Csiky Gergely színműveinek 1902-es kiadása

- Fényképek. Temesvár, 1872. (2. kiadás. Uo. 1875.)
- Az egyházjog tankönyve. Uo. 1873. Három kötet.
- Egyházügyekre vonatkozó magyarországi törvények és kormányrendeletek 1867–1873. Uo. 1874. (4. kiadás. Uo. 1875.)
- Kath. házasságjogtan. Tekintettel a magyarországi jogviszonyokra s a gyakorlatra. Uo. 1874.
- A vadember. Regény. Temesvár, 1876. (Barlanghy Bence álnéven)[6]
- A jóslat, vígj. 5 f. Uo. 1875. (2. kiadás, Bpest, 1879.)
- Beszélyek. Temesvár, 1876.
- Janus, trag. 5 f. Uo. 1877. (2. kiadás. Bpest, 1886. Nemz. Szinház Könyvtára 157.)
- Thalia megváltása, drámai epilog az aradi szinház megnyitására 1877. okt. 4. Temesvár, 1877.
- A magusz, trag. 1 f. Temesvár, 1878.
- Az ellenállhatatlan, vígj. 3 f. Uo. 1878. (Ism. Bud. Szemle XVIII. Gyulai Pál.)
- A patak hidja. Elbeszélés. Uo. 1879.
- Elbeszélések. Bpest, 1880. (Ism. Havi Szemle VII.)
- Csiky Gergely színművei. Uo. 1882–88. (I. kötet. Czifra nyomorúság II. A proletárok. III. Mukányi. IV. Szép leányok. V. A kaviar. VI. A Stomfay család. VII. Bozoty Márta. VIII. Cecil házassága. IX. Nóra. X. Buborékok. XI. A sötét pont. XII. Spartacus. XIII. Petneházy. XIV. Királyfogás. XV. A jó Fülöp. XVI. A vadrózsa. XVII. A vasember. [1887-ben 100 arany Teleki-díjat nyert.] XVIII. Divatkép.)
- Az első és második. Elbeszélés. Uo. 1883. (Olcsó K. 153.)
- Anna, dr. 1 f. Uo. 1883. (Olcsó K. 167.)
- Görög-római mythologia. A szöveg közé nyomott képekkel. Uo. 1885.
- Dramaturgia. Az országos zeneiskola növendékeinek használatára. Uo. 1886. Két füzet.
- Az elvált asszony. Regény. Uo. 1888. Két kötet. (Egyetemes Regénytár IV. 1. 2. Ism. Bud. Szemle LVIII. Főv. Lapok 277. Alföld 251. Vasárn. Ujság 42. sz.)
- Az öreg tánczmester. Uo. 1888. (Monologok 9.)
- Az esernyő, vígj. 1 felv. Bayle Bernard után ford. Uo. 1888. (Olcsó K. 247.)
- Arnold, regény. uo. 1888.
- Az Atlasz-család, regény. uo. 1890. (Előbb a Bud. Szemlében. Ism. Főv. Lapok 25. sz.)
- A zokoli uraság két leánya. Uo. 1890. (Olcsó K. 280.)
- Örök törvény. Uo. 1890. (az 500 frtos Hertelendy-díjat nyerte 1891-ben. Nemz. Szinház Könyvtára 163. Első előadása febr. 7.)
- A nagyratermett, vígj. 3. felv. Uo. 1890. (Olcsó K. 284. Az 1890. Karácsonyi-féle pályázaton 200 arany jutalmat nyert.)
- Az atyafiak, regény. Uo. 1891. (Előbb a Bud. Szemlében.)
- A nagymama, vígjáték 3. felv. Uo. 1891. (Olcsó K. 285.)
- Sisyphus munkája, regény. Uo. 1892. (Előbb a Budapesti Hirlapban.)
- Két szerelem, szomorújáték három felvonásban. Bp, 1892. Online

## Fordításai
- Két kis színmű Wisemann Miklós után ford. Pest, 1864.
- Antigone. Sophokles tragédiája. Pest, 1876. (Nemz. Szinház Könyvtára 99. és Jeles Irók Iskolai Tára 20. 1883.)
- Athalia, tragoedia 5 f. Racine után ford. Uo. 1876. (2. kiadás. Pest, 1877. Ism. Bud. Szemle XVII. 3. kiadás. Uo. 1886. Olcsó K. 221.)
- A trachisi nők, Sophokles tragoediája, ford. Temesvár, 1876.
- Oedipus Kolonosban. Sophokles tragoediája. Bpest, 1877. (Nemz. Szinház Könyvtára 111. és 1891. Olcsó K. 193.)
- Sophokles tragoediái. Bpest, 1880. Kiadta a Kisfaludy-Társaság. (Birálati jelentések a Kisfaludy-Társaság Évlapjaiban XV. Ism. M. tanügy IX. Koszorú III. Egyet. Philol. Közlöny.)
- Az angol irodalom története Taine Hippolit Adolf után francziából ford. Bpest, 1881–85. Öt kötet. REAL-EOD Archiválva 2021. február 23-i dátummal a Wayback Machine-ben
- Pry Pál, vígj. 5. f. Poole János után angolból ford Bpest, 1882. (Olcsó Könyvtár 132.)
- Barátságból, vígj. Taylor Tamás után ford. Bpest, 1882. (Olcsó K. 144.)
- Rosenkranz és Güldenstern, vígj. 4 f. Klapp Mihály után ford. Uo. 1883. (Olcsó K. 168.)
- Kisebb szinművek. (A kincs. Tedd kötelességedet) Coppée Ferencz után francziából ford. Uo. 1884. (Olcsó K. 173.)
- Plautus vígjátékai. Uo. 1885. Négy kötet. A m. tud. akadémia által 1883-ban a Karácsonyi-alapítványból 400 aranynyal jutalmazott fordítás. Kiadta a Kisfaludy-társaság. Külön megjelentek: A foglyok (Captivi) és A kincs (Trinummus).
- Két házaspár, vígj. 3 felv. Picard után francziából ford. Uo. 1885. (Olcsó K. 185.)
- A szégyenlős, vígj. 2 felv. Moncrieff után angolból ford. Uo. 1885. (Olcsó K. 192.)
- Flipper és Nobbler, vígj. 1 felv. Brough William után angolból ford. Uo. 1886. (Olcsó K. 224.)
- Severo Torelli, dráma 5 felv. Coppée Ferencz után francziából ford. Uo. 1887. (Olcsó K. 232.)
- Clermont, vagy a művész neje, szinmű 2 felv. Scribe és Vander-Burch után francziából ford. Uo. 1887. (Olcsó K. 233.)
- Pindar szelleme és a lantos költészet. Villemain után francziából ford. Uo. 1888. REAL-EOD
- Kyklops. Euripides satyr drámája. A Kisfaludy-Társaság a Lukács-Krisztina díjjal jutalmazta. Uo. 1890. (Ism. Egyet. Philol. Közlöny.)
- A római költészet története. Ribbeck Ottó után ford. Uo. 1891. (M. Tud. Akadémia Könyvkiadó Vállalatában.) REAL-EOD
- Elektra, Sophokles tragoediája, ford. Uo. 1891. (Olcsó K. 288.)
- Oedipus király, Sophokles tragoediája, ford. Uo. 1891. (Olcsó K. 292.)
- Antigone, Sophokles tragoediája, ford. Uo. 1891. (Olcsó K. 294.)

## Álnevei
Barlanghy Bence (A vadember. Regény. Temesvár, 1876); Marosi Gyula (1858 e. lapokban); Vándori (Csanád, 1870–72; Lehel Kürtje, 1873).